# Condado de Brunswick (Carolina del Norte)
El condado de Brunswick (en inglés: Brunswick County, North Carolina) es un condado del estado estadounidense de Carolina del Norte. En el censo del año 2010 tenía una población de 107 431 habitantes.Tiene una población estimada, a mediados de 2019, de 142 820 habitantes. La sede del condado es Bolivia.

## Geografía
Según la Oficina del Censo, el condado tiene un área total de 2700 km², de la cual 2190 km² son tierra y 530 km² son agua.

### Condados adyacentes
- Condado de Pender - norte
- Condado de New Hanover - este
- Condado de Horry - oeste y noroeste
- Condado de Columbus - noroeste

## Demografía
En el 2000 la renta per cápita promedia del condado era de $35 888, y el ingreso promedio para una familia era de $42 037. El ingreso per cápita para el condado era de $19 857. En 2000 los hombres tenían un ingreso per cápita de $30 138 contra $22 066 para las mujeres. Alrededor del 12.60% de la población estaba bajo el umbral de pobreza nacional.

## Lugares

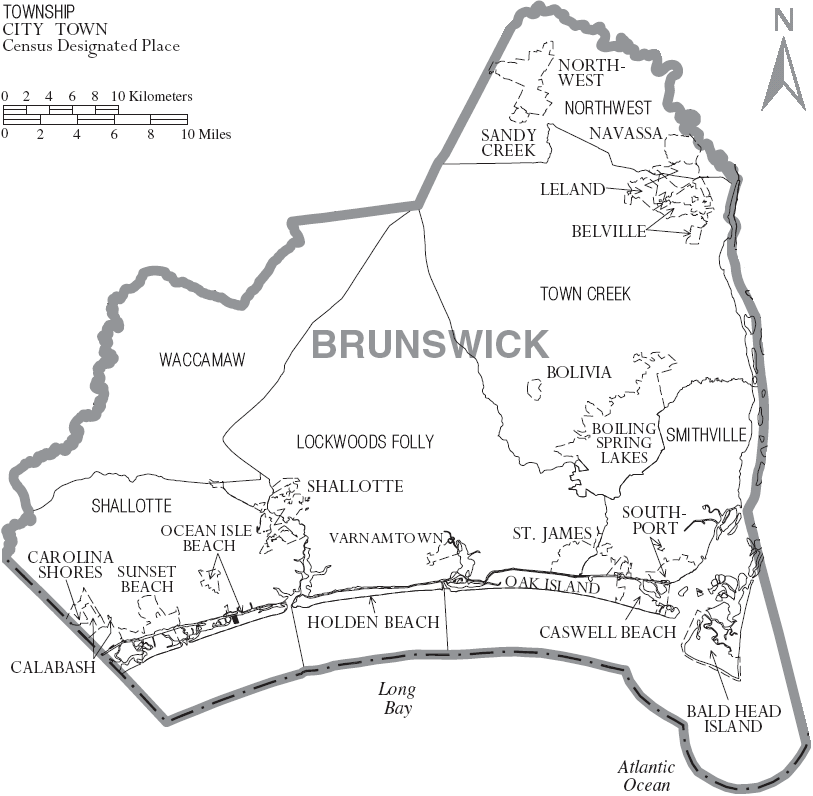
Mapa del Condado de Brunswick en Carolina del Norte con sus municipios

### Ciudades
- Bald Head Island
- Belville
- Boiling Spring Lakes
- Bolivia
- Calabash
- Carolina Shores
- Caswell Beach
- Holden Beach
- Leland
- Navassa
- Northwest
- Oak Island
- Ocean Isle Beach
- Sandy Creek
- Shallotte
- Southport
- St. James
- Sunset Beach
- Varnamtown

### Otras áreas
- Bird Island

### Áreas no incorporadas
- Antioch
- Ash
- Batarora
- Bell Swamp
- Bishop
- Biven
- Bonaparte Landing
- Boone's Neck
- Bowensville
- Brunswick Station
- Camp Branch
- Cedar Grove
- Cedar Hill
- Civietown
- Clairmont
- Clarendon
- Coolvale
- Doe Creek
- Eastbrook
- Easy Hill
- Piney Grove
- Supply
- Sunset Harbor
- Winnabow